# Borknagar
Borknagar é uma banda de metal originária de Bergen, Noruega. A banda mistura black metal e folk metal com elementos progressivos e sinfónicos. Os temas das letras variam entre filosofia, paganismo, natureza e cosmos.

## História
Em 1995, Borknagar foi criada pelo guitarrista Øystein Brun, após a separação da banda Molested. Brun começou a escrever letras e a preparar material. Em seguida, convidou alguns músicos já famosos para completar a formação da banda: Roger "Infernus" Tiegs da banda Gorgoroth, Erik "Grim" Brødreskift (Immortal), Ivar Bjornson Peersen (Enslaved) e Kristoffer "Garm" Rygg (Ulver).
Como todos os músicos eram já conhecidos, a banda nem precisou de uma demo. A gravadora Malicious Records disponibilizou-se a lançar o primeiro álbum da banda, que foi um sucesso junto do público.
Brun recomeçou a escrever material para o segundo álbum, que iria ser lançado sob a gravadora Century Media. Infernus deixou a banda e Kai K. Lie ocupou o seu lugar.
O impacto do álbum The Olden Domain trouxe á banda a possibilidade de fazerem uma tour pela Europa, ao lado das bandas In Flames e Night in Gales. Para esta tour juntaram-se á banda Jens Ryland e ICS Vortex.
The Archaic Course, o terceiro álbum da banda, foi apresentado em Outubro de 1998. Borknagar viu o seu trabalho elogiado por inúmeras revistas de metal.
Depois da gravação deste álbum, no Inverno de 98, surgiram alguns problemas com a formação da banda. O baterista Erik "Grim" Brødreskift, o baixista Kai K. Lie, o tecladista Ivar Bjornson Peersen abandonaram a banda. Ainda assim a banda saiu em tour com as bandas Cradle of Filth e Napalm Death.
Na primavera de 1999 a banda esteve em tour nos Estados Unidos da América com a banda Emperor, durante um mês.
Após esta tour foi anunciada a entrada do baterista Asgeir Mickelson e do tecladista Lars Nedland. Em Janeiro de 2000 Quintessence vê a luz do dia. Seguem-se Empiricism (2001),  Epic (2004), Origin (2006).
Nos finais de Dezembro de 2007 a banda assinou com a editora Indie Recordings.
Em fevereiro de 2010 a banda lança o álbum Universal que teve uma ótima repercussão perante os fãs pelo mundo e cuja arte da capa foi criada pelo designer brasileiro Marcelo Vasco. Após sete anos sem fazer shows fora da Noruega a banda se apresenta no festival alemão Wacken Open Air. A banda teve a sua primeira turnê sul-americana cancelada em setembro de 2010 o que deixou todos os fãs sul-americanos e banda extremamente decepcionados.
Em fevereiro de 2012 o Borknagar lança o álbum "Urd", trabalho que foi muito aclamado entre a mídia especializada. A arte da capa deste álbum, assim como a capa do Universal, foram feitas pelo designer brasileiro Marcelo Vasco. Ao encerrar as gravações o baterista David Kinkade decide deixar a banda e para o seu lugar foi recrutado o baterista Baard Kolstad que também toca na banda do ICS Vortex, atual baixista do Borknagar e ex-baixista do Dimmu Borgir.[carece de fontes?] É quase unânime a opinião entre os fãs de que esta é a melhor formação até a atualidade já que neste álbum a banda contou com três ótimos vocalistas, Vintersorg (que já está na banda desde o álbum "Empiricism"), Larz (tecladista da banda desde o álbum "Quintessence") e agora com o Vortex que retorna à banda após 10 anos. O primeiro show da banda após o lançamento do novo trabalho foi no Inferno Festival na Noruega.
No decorrer de 2014 e 2015, a banda trabalhou arduamente na composição e gravação de seu próximo disco de estúdio. A produção foi atrasada devido ao acidente ocorrido no fim de 2014 com o vocalista Vintersorg, mas as gravações foram concluídas em junho de 2015. O vocalista original, Kristoffer Rygg, fez uma participação especial nesse novo disco. Intitulado Winter Thrice, o décimo álbum do Borknagar saiu em 22 de janeiro de 2016 via Century Media Records.

## Integrantes
| - Øystein G. Brun – guitarra (1995-presente) - ICS Vortex – vocais, baixo (1997–2000, 2010-presente) - Lars A. Nedland – teclado, backing vocals (1999-presente) - Bjørn Dugstad Rønnow – bateria (2018–presente) - Jostein Thomassen – guitarra (2019–presente) | - Kristoffer "Garm" Rygg - vocais (1995-1997) - Ivar Bjørnson - teclado (1995-1998) - Roger "Infernus" Tiegs - baixo (1995-1996) - Erik "Grim" Brødreskift - bateria (1995-1998) - Kai K. Lie - baixo (1996-1998) - Jens F. Ryland – guitarra (1997–2003, 2007-2018) - Justin Greaves - bateria (1998-1999) - Nicholas Barker - bateria(1998-1999) - Asgeir Mickelson - bateria (1999-2008), baixo (2004) - Vintersorg – vocais (2000-2019) - David Kinkade - bateria (2008-2011) - Baard Kolstad – bateria (2012-2018) |

## Discografia
- Borknagar (1996)
- The Olden Domain (1997)
- The Archaic Course (1998)
- Quintessence (2000)
- Empiricism (2001)
- Epic (2004)
- Origin (2006)
- Universal (2010)
- Urd (2012)
- Winter Thrice  (2016)
- True North  (2019)